# Futbola Klubs Spartaks Jūrmala
Il Futbola Klubs Spartaks Jūrmala, più comunemente noto come Spartaks Jurmala, è una società calcistica lettone con sede nella città di Jūrmala, fondata nel 2007. Dal 2012 al 2022 ha militato in Virslīga, la massima divisione del Campionato lettone di calcio, che ha vinto nelle stagioni 2016 e 2017.

## Storia
Il club fu fondato all'inizio del 2007 e venne iscritto al campionato di 2. Līga, terzo livello del calcio lettone. Vinse il campionato e fu promosso in 1. Līga dove disputò le successive quattro stagioni.
Nella 1. Līga 2011 terminò al terzo posto e ottenne il diritto di partecipare ai play-off per la promozione contro l'Olimps Riga, ultimo della serie superiore; lo Spartaks vinse in totale 4-1 e venne promosso in Virslīga, dove nel 2012 disputa il suo primo campionato.
Al termine della stagione 2014, nonostante il sesto posto in classifica, si qualificò al primo turno di qualificazione della UEFA Europa League 2015-2016. Dopo aver sconfitto i montenegrini del Budućnost Podgorica, la prima partecipazione a una competizione europea si concluse al secondo turno con l'eliminazione da parte dei serbi del Vojvodina. In campionato arrivò quinto.
Nella stagione 2016 conquista il suo primo titolo nazionale vincendo il campionato con una giornata di anticipo. Arriva inoltre in finale di coppa nazionale, ma è sconfitto dallo Jelgava.
L'anno successivo esordisce in Champions League: già ammesso al secondo turno di qualificazione, viene eliminato dai kazaki dell'Astana. In Virslīga si conferma campione con la seconda vittoria consecutiva.
L’anno seguente prende parte alle qualificazioni di UEFA Champions League 2018-2019 e al primo turno incontra la Stella Rossa di Belgrado: nonostante un buon pareggio senza reti in casa, viene sconfitto 2-0 al ritorno ed eliminato; i lettoni retrocedono quindi in UEFA Europa League 2018-2019, dove prima si liberano senza problemi del modesto La Fiorita, club sammarinese, con un complessivo di 9-0, e poi vengono eliminati dal Sūduva, campioni lituani, con uno 0-0 all’andata e una sconfitta casalinga per 1-0. In campionato lo Spartaks si classifica al quinto posto. 
Nelle stagioni successive ottiene due quinti posti (2019 e 2021) e un sesto posto (2020).
Nel 2023 non ottiene la licenza per partecipare alla Virslīga e non si iscrive a nessun campionato.

## Stadio
Il club disputa gli incontri casalinghi nello Stadio Slokas, impianto dotato di 2 500 posti.

## Palmarès

### Competizioni nazionali
- Campionato lettone: 2

2016, 2017
- 2. Līga: 1

2007

### Altri piazzamenti
- Coppa di Lettonia:

Finalista: 2015-2016
Semifinalista: 2014-2015, 2016-2017, 2017
- Coppa di Lega lettone:

Finalista: 2018
Quarto posto: 2014
- Coppa della Livonia:

Finalista: 2018

## Statistiche e record

### Partecipazioni ai campionati
| Livello | Categoria | Partecipazioni | Debutto | Ultima stagione | Totale |
| ------- | --------- | -------------- | ------- | --------------- | ------ |
| 1º      | Virslīga  | 11             | 2012    | 2022            | 11     |
| 2º      | 1. Līga   | 4              | 2008    | 2011            | 4      |
| 3º      | 2. Līga   | 1              | 2007    | 2007            | 1      |

### Partecipazione alle coppe europee
| Stagione | Competizione          | Turno | Avversario            | Casa | Trasferta | Totale |
| -------- | --------------------- | ----- | --------------------- | ---- | --------- | ------ |
| 2015–16  | UEFA Europa League    | 1Q    | Budućnost Podgorica   | 0-0  | 3–1       | 3–1    |
| 2015–16  | UEFA Europa League    | 2Q    | Vojvodina             | 1–1  | 0–3       | 1–4    |
| 2016–17  | UEFA Europa League    | 1Q    | Dinamo Minsk          | 0–2  | 1–2       | 1–4    |
| 2017–18  | UEFA Champions League | 2Q    | Astana                | 0–1  | 1–1       | 1–2    |
| 2018–19  | UEFA Champions League | 1Q    | Stella Rossa Belgrado | 0–0  | 0–2       | 0–2    |
| 2018–19  | UEFA Europa League    | 2Q    | La Fiorita            | 6-0  | 3–0       | 9–0    |
| 2018–19  | UEFA Europa League    | 3Q    | Sūduva                | 0–1  | 0–0       | 0–1    |

## Organico

### Rosa 2021
Aggiornata al 21 febbraio 2021.
| N. |                                | Ruolo | Calciatore         |
| -- | ------------------------------ | ----- | ------------------ |
| 2  | Lettonia (bandiera)            | D     | Klāvs Kramēns      |
| 6  | Emirati Arabi Uniti (bandiera) | D     | Abdulrahim Ahli    |
| 7  | Nicaragua (bandiera)           | A     | Ariagner Smith     |
| 8  | Serbia (bandiera)              | A     | Nemanja Belaković  |
| 11 | Nigeria (bandiera)             | A     | Miracle Nwaorisa   |
| 12 | Costa d'Avorio (bandiera)      | D     | Badra Camara       |
| 13 | Lettonia (bandiera)            | D     | Mārcis Ošs         |
| 15 | Lettonia (bandiera)            | C     | Raivis Skrebels    |
| 17 | Nigeria (bandiera)             | C     | Saminu Abdullahi   |
| 18 | Lettonia (bandiera)            | P     | Jevgēņijs Ņerugals |

| N. |                       | Ruolo | Calciatore       |
| -- | --------------------- | ----- | ---------------- |
| 19 | Kazakistan (bandiera) | A     | Samat Sarsenov   |
| 21 | Ghana (bandiera)      | A     | Kwadwo Asamoah   |
| 24 | Lettonia (bandiera)   | P     | Dāvis Ošs        |
| 26 | Camerun (bandiera)    | A     | Leonel Wamba     |
| 28 | Moldavia (bandiera)   | C     | Cristian Dros    |
|    | Nigeria (bandiera)    | A     | Sunday Akinbule  |
|    | Nigeria (bandiera)    | A     | Okosi Edhere     |
|    | Finlandia (bandiera)  | C     | Adam Marchiev    |
|    | Lettonia (bandiera)   | D     | Jānis Krautmanis |
|    | Nigeria (bandiera)    | A     | Richard Friday   |
|    | Nigeria (bandiera)    | C     | Abiodun Ogunniyi |
|    | Italia (bandiera)     | D     | Leonardo Rivoira |